# غراهام هيل (قاضي)
غراهام هيل (بالإنجليزية: Graham Hill)‏ هو قاضي أسترالي، ولد في 1 نوفمبر 1938 في سيدني في أستراليا، وتوفي بنفس المكان في 24 أغسطس 2005.